# Белльман, Уве
Уве Белльман (нем. Uwe Bellmann; 8 октября 1962 года, Фрайберг) — восточногерманский лыжник, призёр чемпионата мира и этапа Кубка мира. 

## Карьера
В Кубке мира Белльман дебютировал в 1982 году, в декабре 1988 года единственный раз в карьере попал в тройку лучших в индивидуальной гонке на этапе Кубка мира. Кроме этого в личных гонках имеет на своём счету 16 попаданий в десятку лучших на этапах Кубка мира. Лучшим достижением Белльмана в общем итоговом зачёте Кубка мира является 9-е место в сезоне 1988/89.
На Олимпийских играх 1984 года в Сараево, занял 7-е место в гонке на 15 км классическим стилем, 11-е место в гонке на 30 км свободным стилем и 9-е место в эстафете, так же стартовал в гонке на 50 км, но сошёл с дистанции.
На Олимпийских играх 1988 года в Калгари, стал 5-м в гонке на 15 км классическим стилем, 15-м в гонке на 30 км классическим стилем и 8-м в гонке на 50 км свободным стилем.
За свою карьеру участвовал в шести чемпионатах мира, на чемпионате мира 1982 года в Осло завоевал бронзовую медаль в эстафете, лучший результат в личных гонках 5-е место в гонке на 30 км классикой на чемпионате мира 1989 года в Лахти.